# Représentations diplomatiques en Espagne

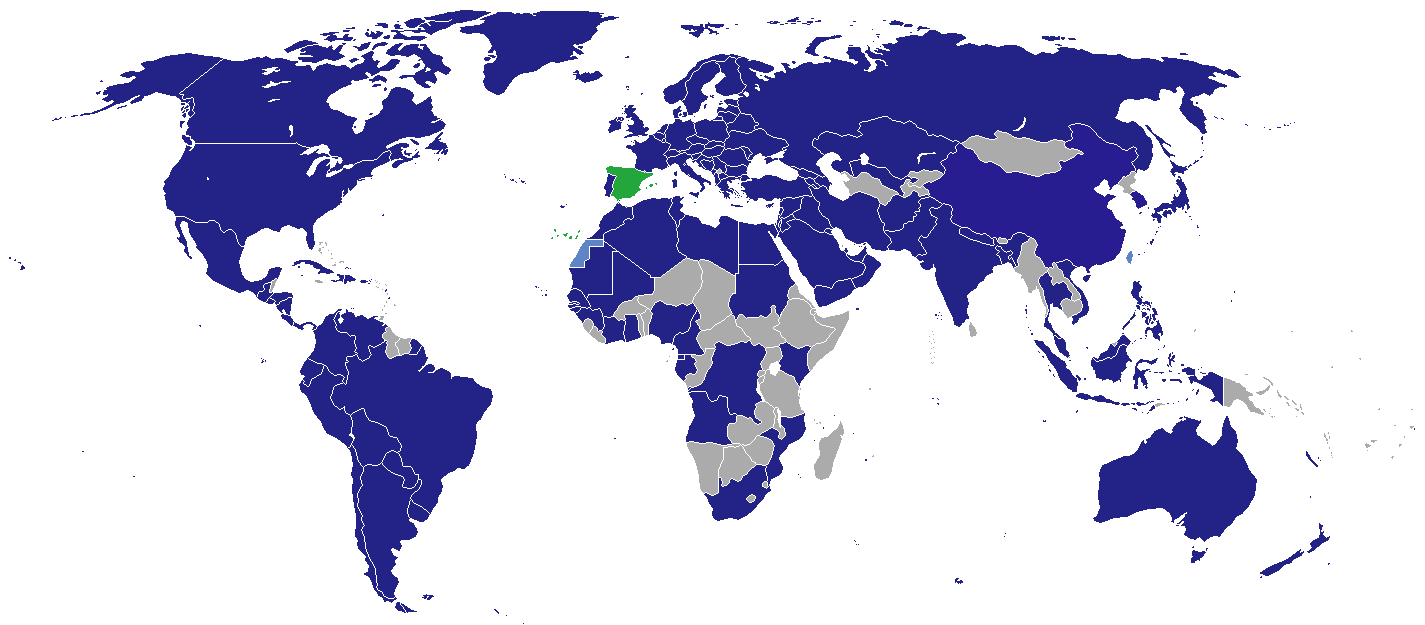
Carte des missions diplomatiques en Espagne

Les représentations diplomatiques en Espagne sont actuellement au nombre de 123. Il existe de nombreuses délégations et bureaux de représentations des organisations internationales et d'entités infranationales dans la capitale Madrid.

## Ambassades à Madrid
| - Afghanistan - Albanie - Allemagne - Andorre - Angola - Arabie saoudite - Algérie - Argentine - Arménie - Antigua-et-Barbuda - Australie - Autriche - Azerbaïdjan - Bangladesh - Belgique - Biélorussie - Bolivie - Bosnie-Herzégovine - Brésil - Bulgarie - Cap-Vert - Cameroun - Canada - Qatar - Chili - Chine - Chypre - Colombie - Corée du Sud - Côte d'Ivoire - Costa Rica - Croatie - Cuba - Danemark - Équateur - Égypte - Salvador - Émirats arabes unis - Slovaquie - Slovénie | - États-Unis - Estonie - Philippines - Finlande - France - Gabon - Gambie - Géorgie - Ghana - Grèce - Guatemala - Guinée - Guinée-Bissau - Guinée équatoriale - Haïti - Honduras - Hongrie - Inde - Indonésie - Irak - Iran - Irlande - Israël - Italie - Japon - Jordanie - Kazakhstan - Kenya - Koweït - Lettonie - Liban - Libye - Lituanie - Luxembourg - Macédoine du Nord - Malaisie - Mali - Malte - Maroc - Mauritanie - Mexique | - Moldavie - Monaco - Mozambique - Népal - Nicaragua - Nigeria - Norvège - Nouvelle-Zélande - Oman - Pays-Bas - Pakistan - Panama - Paraguay - Pérou - Pologne - Portugal - Royaume-Uni - Tchéquie - République démocratique du Congo - République dominicaine - Roumanie - Russie - Saint-Marin - Vatican - Sénégal - Serbie - Syrie - Afrique du Sud - Soudan - Suède - Suisse - Thaïlande - Tunisie - Turquie - Ukraine - Uruguay - Venezuela - Viêt Nam - Ouzbékistan - Yémen |